# Моріо ефіопський
Мо́ріо ефіопський (Onychognathus albirostris) — вид горобцеподібних птахів родини шпакових (Sturnidae). Мешкає на Ефіопському нагір'ї.

## Поширення і екологія
Ефіопські моріо мешкають в Ефіопії і Еритреї. Вони живуть на скелястих гірських схилах, місцями порослих чагарниками і деревами. Зустрічаються на висоті від 2000 до 3100 м над рівнем моря.